# 다마유정
다마유정(玉湯町)은 시마네현 북동부에 위치했던 정이며 야쓰카군에 속했다.

## 지리
국도 9호선의 아침저녁 만성적인 정체가 빈번하였으나 후에 접근성이 개선되었다, 2000년대부터 택지 조성이 진행되면서 주택, 아파트 건설이 증가하고 있다.

## 역사
- 1905년 4월 1일 - 2개의 촌이 합병해 다마유촌이 성립하였다.
- 1959년 1월 1일 - 정으로 승격해 다마유정이 되었다.
- 2005년 3월 31일 - 마쓰에시, 가시마정, 미호노세키정, 야쿠모촌, 미호노세키정, 신지정, 야쓰카정과 합병해 새로운 마쓰에시가 성립하였다. 동일 다마유정은 폐지되었다.

## 교통

### 도로
- 산인 자동차도(일본어판)
- 국도 9호선

### 철도
- 서일본 여객철도
  - 산인 본선